# Jacopo Dondi
Jacopo Dondi, appelé en Italie Jacopo Dondi dall'Orologio et parfois surnommé Horologius (né en 1293 à Chioggia et mort en 1359), est un médecin et horloger italien.
Il est l'auteur d'un ouvrage célèbre, l'Aggregator, ou Promptuarium medicinae, compilation de remèdes tirés des médecins grecs, latins et arabes achevée à Padoue en 1355.

## Biographie
Jacopo Dondi est diplômé de l'université de Padoue avant de devenir pharmacien à Chioggia. Il retourne à l'université en 1342 pour y apprendre la médecine.
En 1344, il supervise la construction d'une horloge publique sur la tour du Palazzo Capetanato pour le compte du prince Ubertino de Carrara. Cette horloge compte et frappe les heures sur vingt-quatre heures et indique les phases de la lune et du zodiaque. L'horloge et la tour sont détruites par les Milanais en 1390.
Vers 1352, il rédige son Traité des horloges qui est important pour situer les techniques européennes de l’époque. Le chinois Yan Su a rédigé vers 1030 un traité d’horlogerie plus évolué que les nombreux traités sur les clepsydres de l'Antiquité classique. Mais il faut attendre le XIVe siècle et le traité de Dondi pour en avoir un équivalent en Europe.
Son fils, Giovanni Dondi (1318-1389), est aussi auteur d'une horloge célèbre, placée à Pavie.

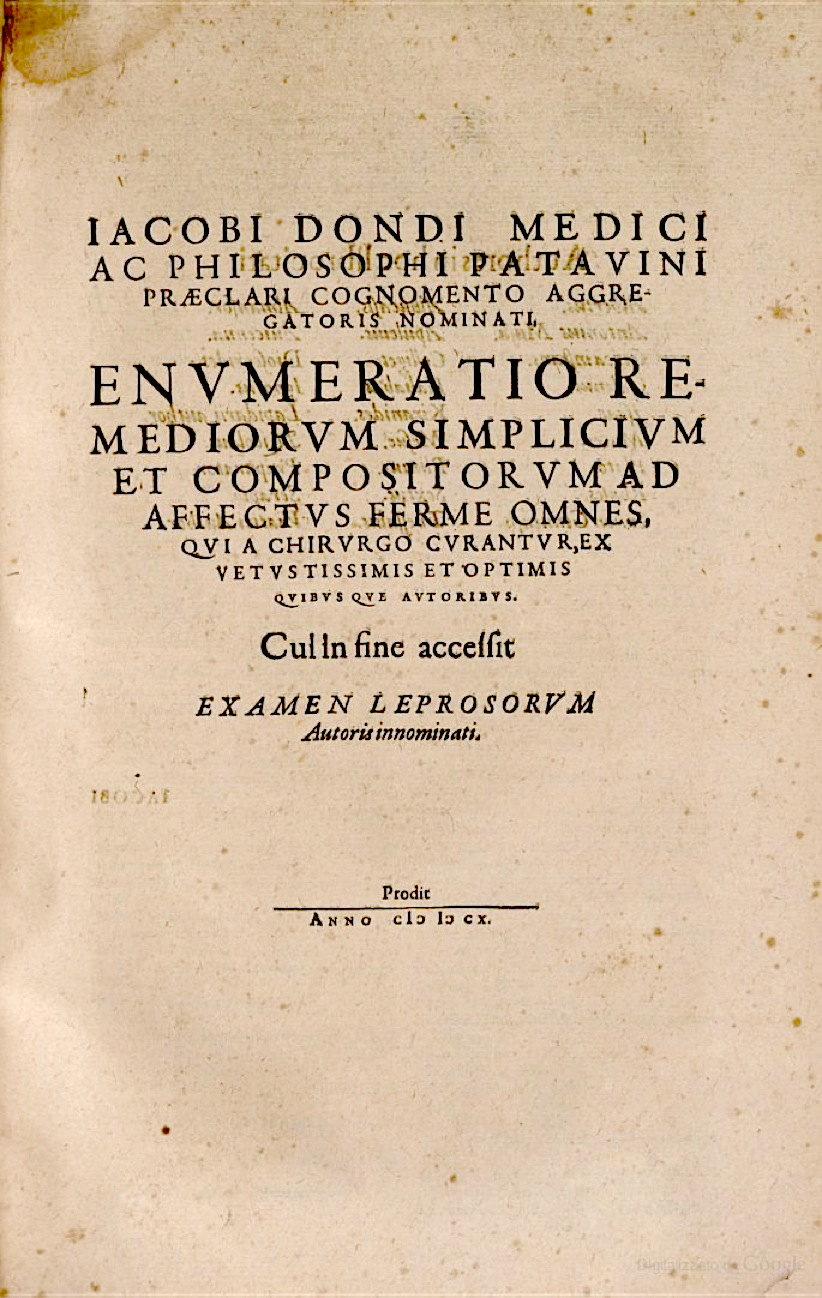
Page titre de :Enumeratio remediorum simplicium et compositorum ad affectus omnes qui a chirurgo curantur par Jacopo Dondi, tiré du Thesaurus chirurgiae de Peter Uffenbach (1610)

## Œuvres
On a de lui : 
- Aggregator medicamentorum, seu de medicinis simplicibus, imprimé à Venise en 1481 par Michel Manzolo[2].
- De fluxu et refluxu maris, sur les marées.